# 1896年美國
|        | 美國歷史 \| 美國歷史年表                                                                                                   |
| 世紀： | 18世紀美國 \| 19世紀美國 \| 20世紀美國                                                                                     |
| 年代： | 1860年代美國 \| 1870年代美國 \| 1880年代美國 \| 1890年代美國 \| 1900年代美國 \| 1910年代美國 \| 1920年代美國               |
| 年份： | 1892年美國 \| 1893年美國 \| 1894年美國 \| 1895年美國 \| 1896年美國 \| 1897年美國 \| 1898年美國 \| 1899年美國 \| 1900年美國 |
| 紀年： | 美国独立120周年 |

## 聯邦政府

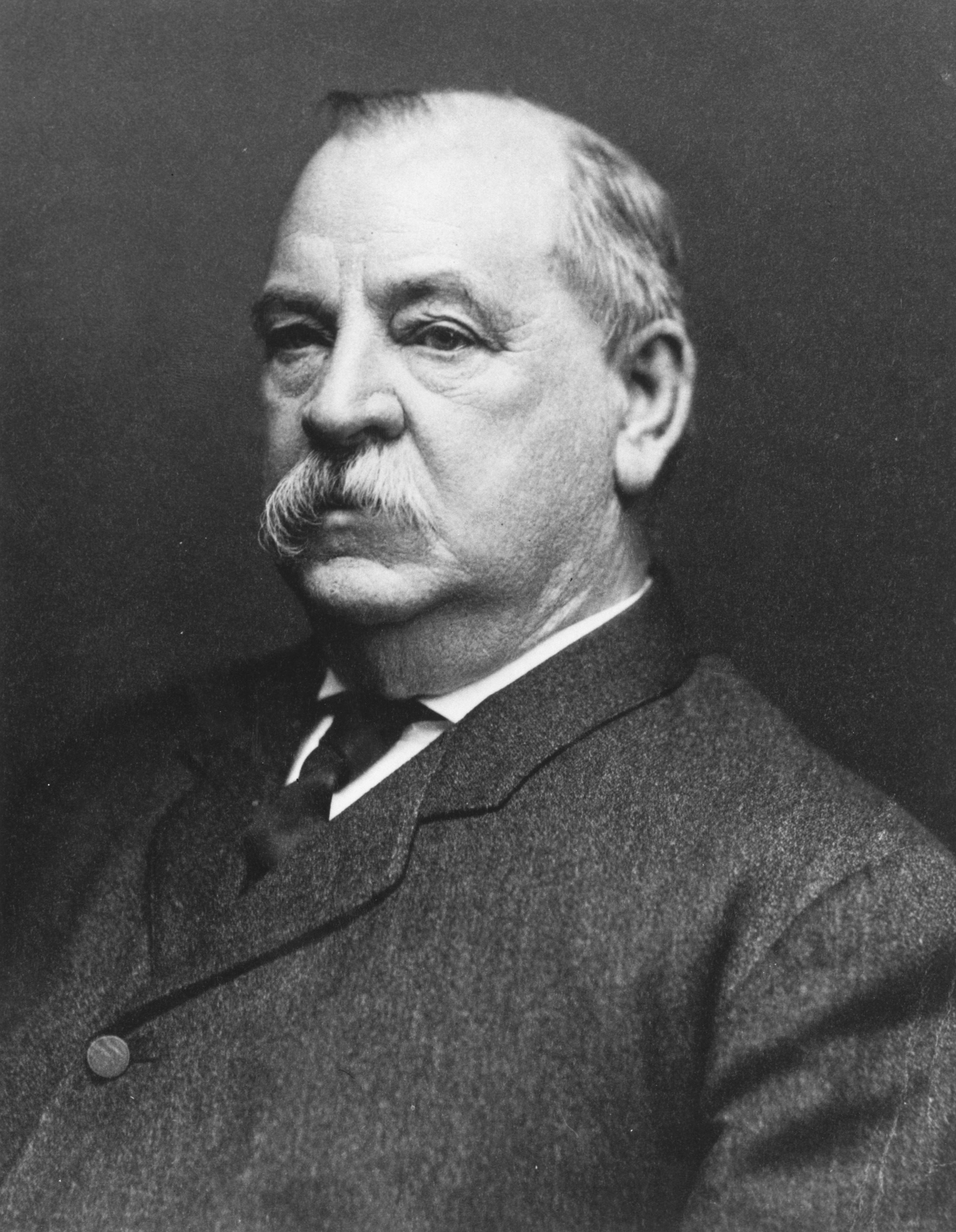
總統：格罗弗·克利夫兰
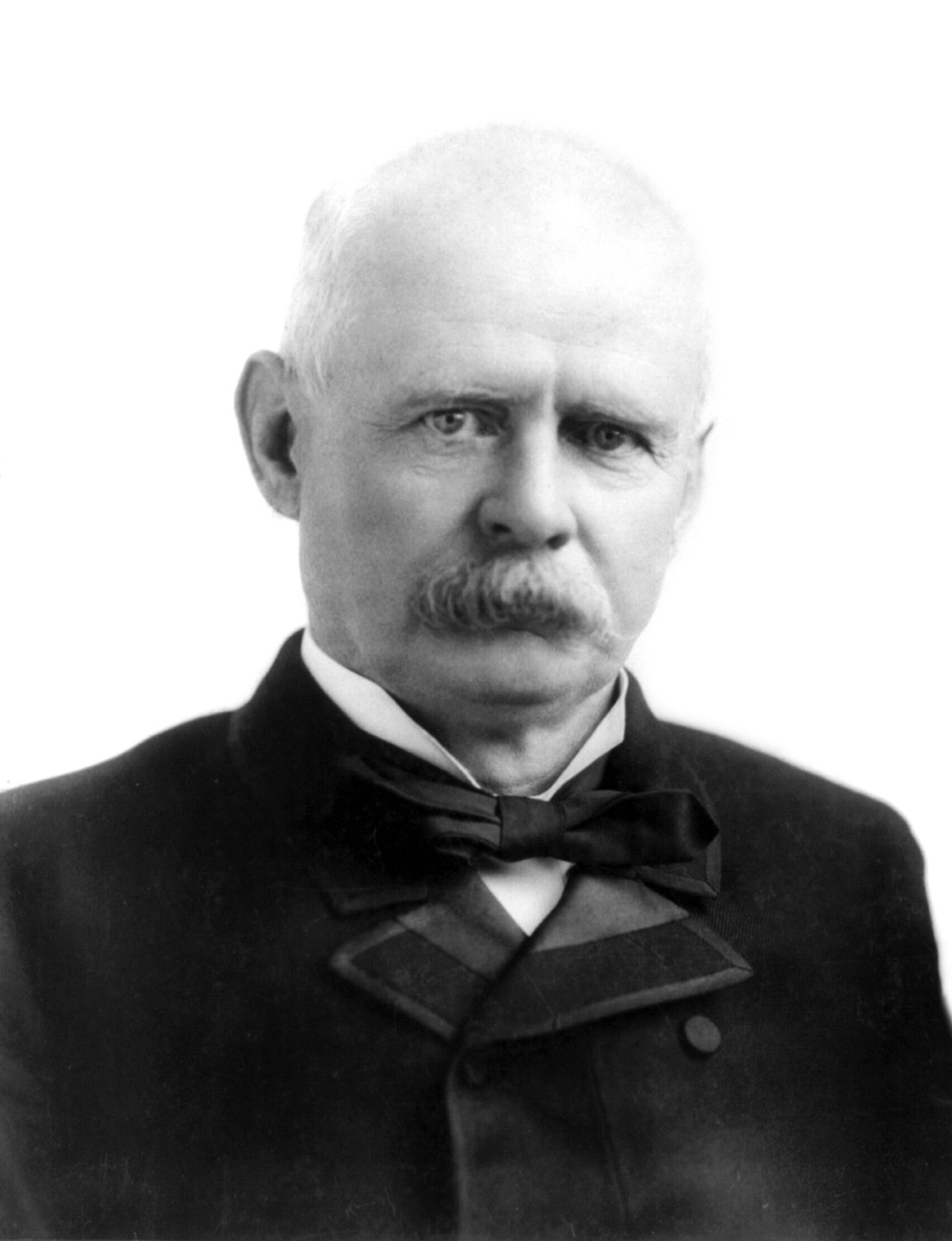
副總統：阿德莱·史蒂文森一世
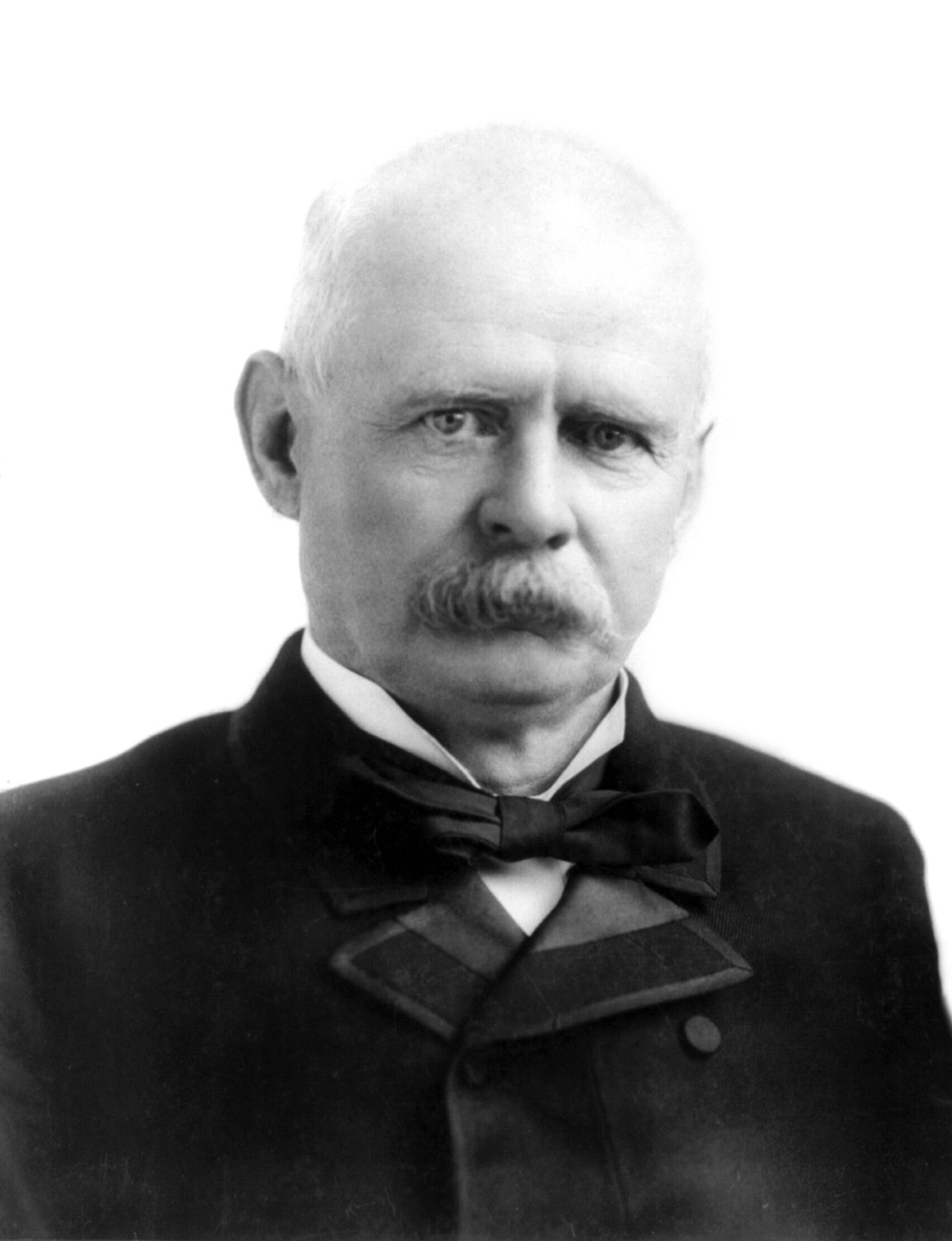
參議院議長：阿德萊·史蒂文森一世（副總統兼任）
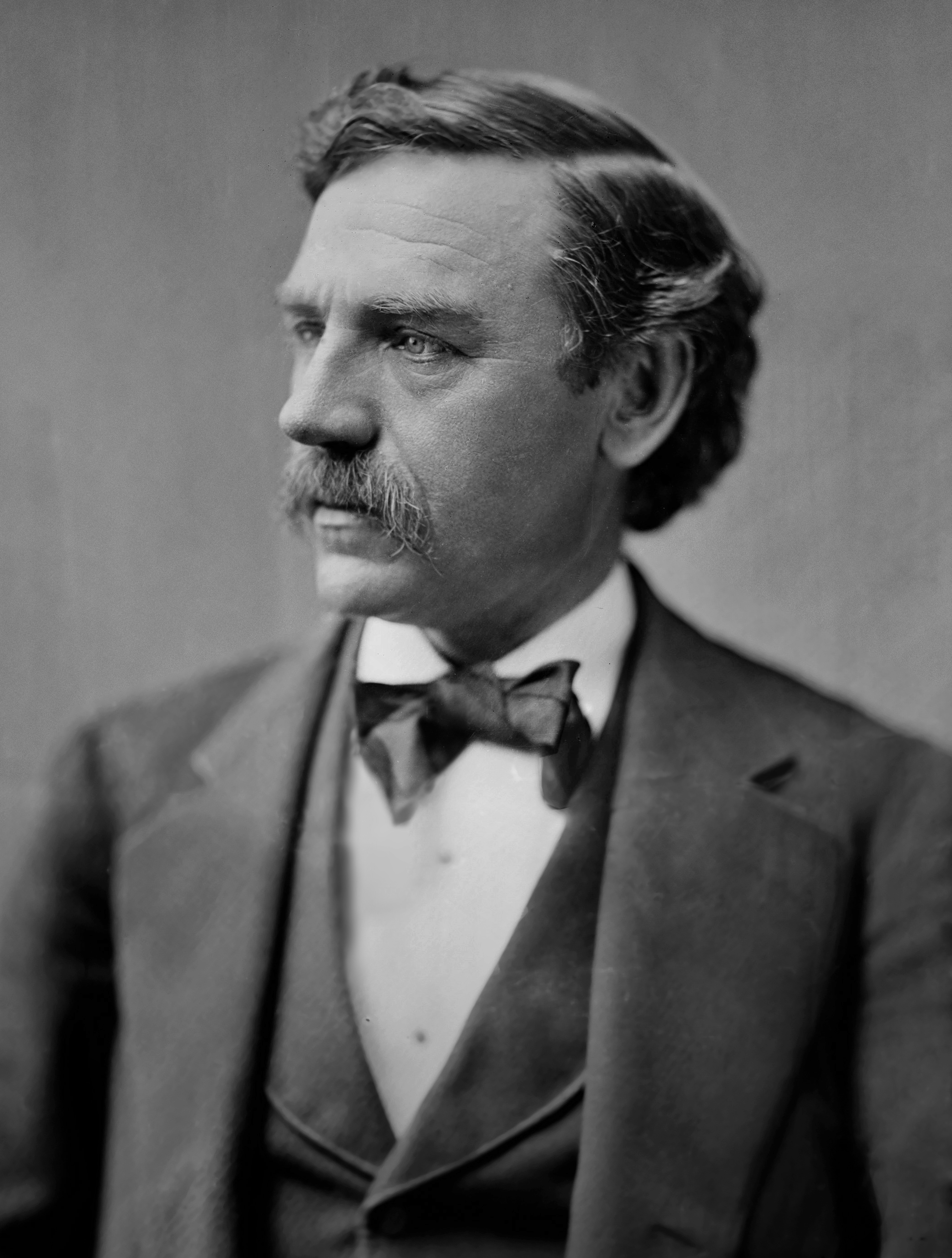
參議院臨時議長：威廉·P·弗萊
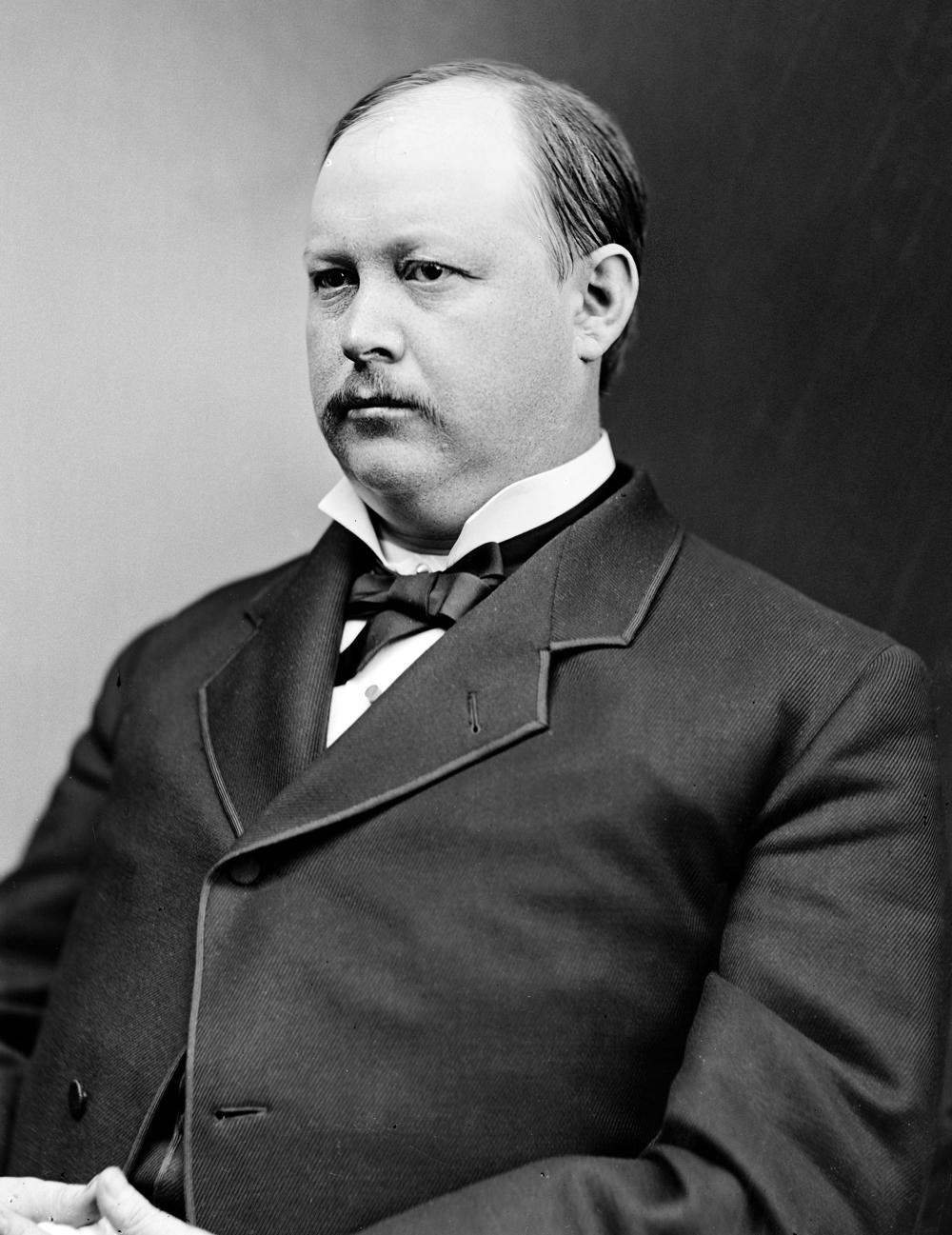
眾議院議長：托馬斯·布拉克特·里德
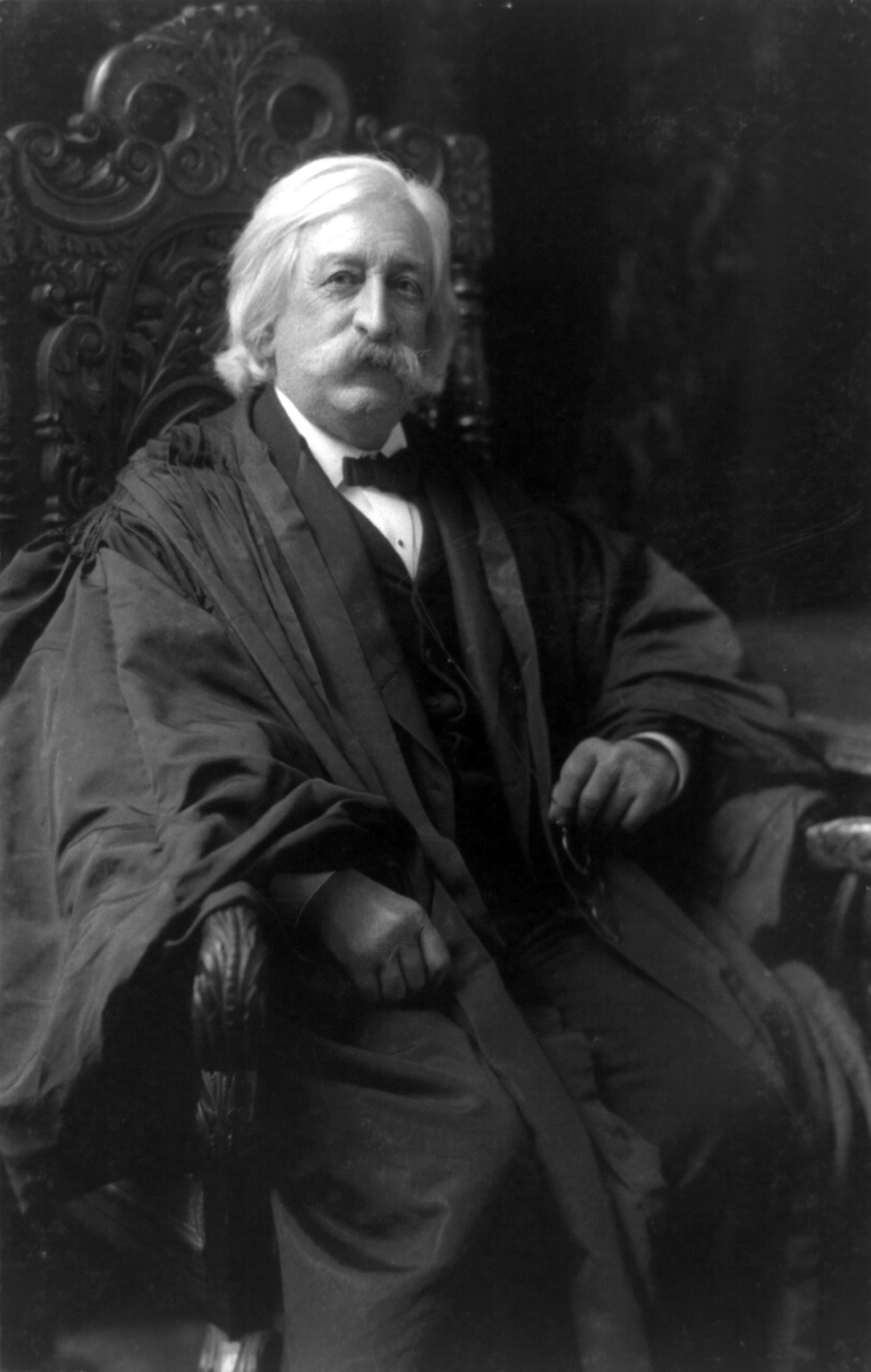
首席大法官：梅尔维尔·富勒

## 大事記
- 1月4日——猶他州成為美國第45個州。
- 亨利·福特制造出第一辆汽油机车：福特一号车。
- 美国开始有排球比赛。第一部规则发表在1896年7月的美国《体育》杂志上。
- 首届“卡耐基国际展”由当时最著名的工业家─安德鲁·卡耐基于创办于美国宾夕法尼亚州的匹兹堡。

## 外部連結
- 维基共享资源上的相關多媒體資源：1896年美國